# Нижня Паломиця
Нижня Пало́миця (рос. Нижняя Паломица) — присілок у складі Опарінського району Кіровської області, Росія. Входить до складу Річного сільського поселення.
Населення становить 106 осіб (2010, 152 у 2002).
Національний склад станом на 2002 рік — росіяни 90 %.